# Hội thoại

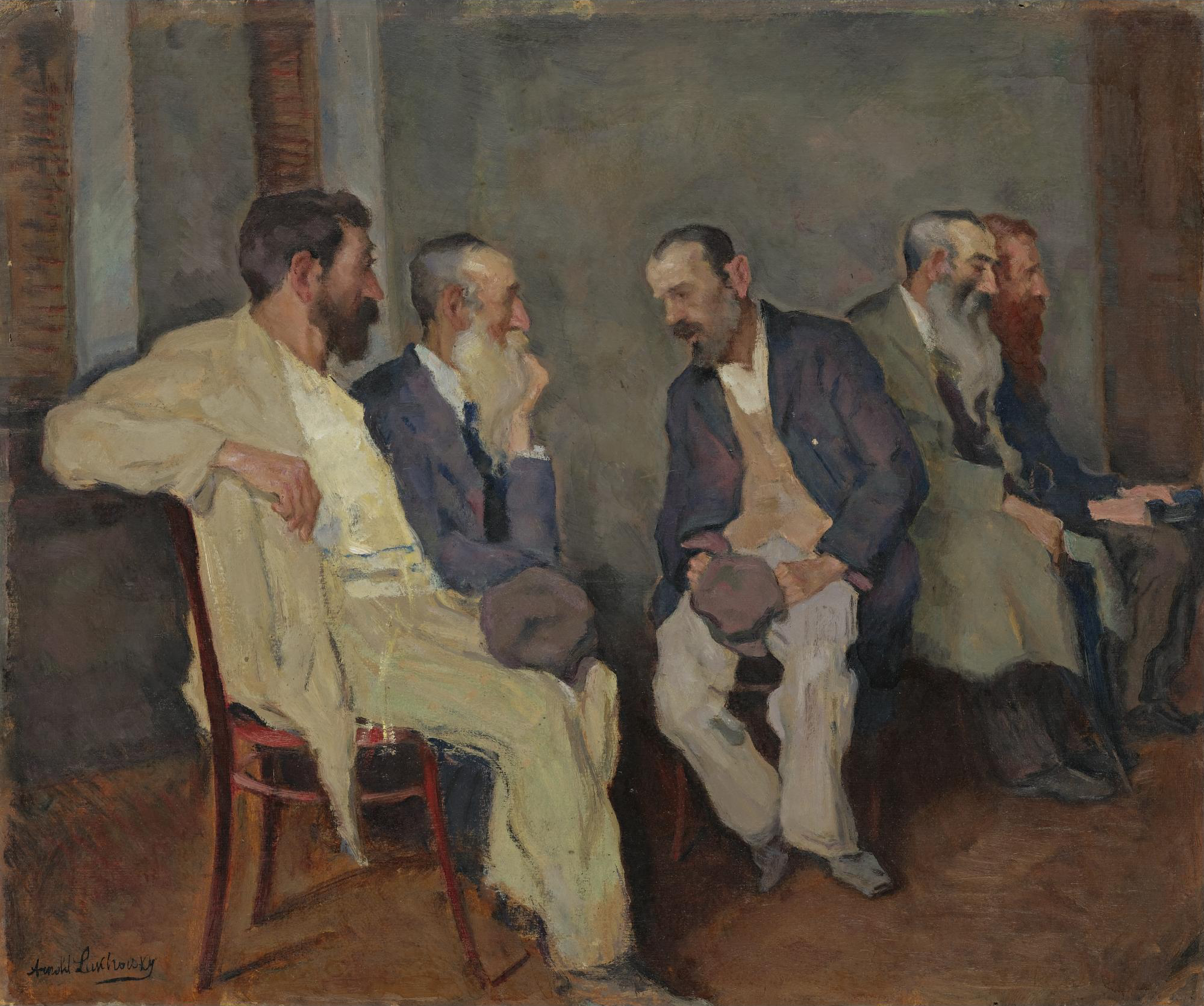
Arnold Lakhovsky, The Conversation (khoảng năm 1935)

Hội thoại là hoạt động giao tiếp giữa hai hoặc nhiều người. Phát triển các kỹ năng giao tiếp và các phép xã giao là một phần quan trọng của việc xã hội hóa. Phát triển các kỹ năng hội thoại trong một ngôn ngữ mới thường là trọng tâm của việc dạy và học ngôn ngữ. Ngành phân tích hội thoại là một nhánh của xã hội học nghiên cứu cấu trúc và tổ chức của tương tác giữa con người với con người, với trọng tâm cụ thể hơn là tương tác hội thoại.

### Anh ngữ
- Empathic listening skills How to listen so others will feel heard, or listening first aid (University of California). Download a one-hour seminar on empathic listening and attending skills.
- "The art of conversation", Economist, ngày 19 tháng 12 năm 2006